# Elysius proba
Elysius proba är en fjärilsart som beskrevs av William Schaus 1892. Elysius proba ingår i släktet Elysius och familjen björnspinnare. Inga underarter finns listade i Catalogue of Life.